# Ulf Miehe
Ulf Miehe (Wusterhausen, 11 de maig de 1940 - Múnic, 13 de juliol de 1989) va ser un escriptor, guionista i director de cinema alemany. Juntament amb Walter Ernsting, també va publicar amb el pseudònim de Robert Artner.

## Biografia
Ulf Miehe va créixer a Berlín i després de realitzar un aprenentatge de llibreter a Bielefeld, va treballar com a lector a Sigbert Mohn Verlag. Durant aquest temps va descobrir Guntram Vesper, de qui va editar Gedichte el 1965. Després de la liquidació de Sigbert Mohn Verlag el mateix any, va treballar com a traductor, escriptor independent, periodista, actor de veu i extra. Ha rebut diverses subvencions (Bertelsmann Stiftung 1965, Senat de Berlín 1967) i va ser membre del PEN-Zentrum Deutschland des del 1974. Amb Marius Müller-Westernhagen va aparèixer com a membre de la banda Superheroes el 1972 en un programa de televisió. Esther Ofarim va cantar algunes de les seves lletres al seu LP "Complicated Ladies". El 1975 va dirigir John Glückstadt que fou seleccionada al 25è Festival Internacional de Cinema de Berlín.
Va viure amb la seva dona Angelika a prop de Múnic fins a la seva mort. Miehe va morir d'una hemorràgia cerebral a Múnic als 49 anys.

## Premis
- 1973: Bayerischer Kunstförderpreis del ministre d'Estat bavarès de Ciència, Investigació i Art
- 1975: Bundesfilmpreis per joves directors: Filmband in Gold

## Obra literària
- Zwischen Spree und Krumme Lanke. Berliner Witz. Das kleine Buch. Mohn, Gütersloh 1964.
- Die Zeit in W. und anderswo. Prosa. Peter Hammer, Wuppertal 1968.
- Ab sofort liefern wir folgende Artikel auf Teilzahlung. Eine Politpornographie. Bär, Berlin 1969.
- Ich hab noch einen Toten in Berlin. Roman. Piper, München 1973. ISBN 3-492-01959-5. Zuletzt: Süddeutsche Zeitung. Kriminalbibliothek Bd. 17. München 2006, ISBN 978-3-86615-235-9.
- Puma. Roman. Piper, München 1976, ISBN 3-492-02176-X. Neuausgabe: Puma. Mit Materialien zu Leben und Werk. Dumont, Köln 1999, ISBN 3-7701-4854-1.
- Lilli Berlin. Roman. Piper, München 1981. ISBN 3-492-02417-3. Neuauflage: Lilli Berlin, Kriminalroman. Rotbuch Verlag, Berlin 2014, ISBN 978-3-86789-198-1.

ciència-ficció (com Robert Artner, amb Clark Darlton)
- Am Ende der Furcht. Erzählungen. Heyne Science Fiction & Fantasy #3075, München 1966.
- Der strahlende Tod. Roman. Moewig (Terra Taschenbuch #123), München 1967.
- Leben aus der Asche. Roman. Moewig (Terra Taschenbuch #139), München 1968.

## Filmografia
Cinema
- 1971: Jaider – der einsame Jäger (guió)
- 1973: Verflucht dies Amerika
- 1975: John Glückstadt (guió i direcció)
- 1987: Der Unsichtbare (guió i direcció)

Televisió
- 1980: So hat jeder seine Freiheit (episodi de la sèrie So geht’s auch; director)
- 1981: Nichts Neues unter der Sonne – Grüße Max (direcció i guió)
- 1983: Die Zeiten ändern sich (guió)
- 1984–1986: Mehrere Serienepisoden der Reihe Der Fahnder. (guió)
- 1985: Es muss nicht immer Mord sein: Einmal ist keinmal amb Dirk Dautzenberg (guió)
- 1987: Tatort: Die Macht des Schicksals (guió)
- 1987: Tatort: Gegenspieler amb Helmut Fischer (guió)
- 1988: Tatort: Doppelleben (guió)